# Рейтер, Лион Григорьевич
Лион Григорьевич Рейтер (1938 — 2006) — советский и украинский химик, кандидат химических наук, доцент, заведующий кафедрой общей и неорганической химии ХТФ, заслуженный преподаватель НТУУ КПИ. Автор первого постсоветского учебника по общей химии на украинском языке.

## Биография
Родился в еврейской семье преподавателя киевского учебного комбината «Укрпромсовета» Григория Мееровича Рейтера (1905 — ?), уроженца Турова, члена партийного бюро ИЕПК. Окончил Киевский университет и после окончания там же аспирантуры с 1963 года до конца жизни преподавал общую и неорганическую химию в Киевском политехническом институте. С 2002 до 2003 заведовал кафедрой общей и неорганической химии на химико-технологическом факультете. Является автором порядка 160 научных работ, ряда учебных пособий по химии, а также со-автором патентов на средства для очистки поверхностей и отвердитель для органических вяжущих материалов на основе технических лигносульфонатов.

## Публикации
- Рейтер Л. Г. Разработка методик и проведение химических микроанализов продуктов износа и коррозии деталей спецарматуры. Киев, 1982.
- Померанц Г. Б., Рейтер Л. Г. Методические указания к изучению разделов «Строение атома», «Химическая связь» в курсе общей и неорганической химии для студентов ИФФ и ХМФ. Киев, 1985.
- Рейтер Л. Г. Методические указания к изучению курса общей и неорганической химии «Закономерности протекания химических процессов». Киев, 1986.
- Рейтер Л. Г., Басов В. П. Химия для металлургов. Теоретические разделы. Киев, 1992.[4]
- Рейтер Л. Г. Синтез багатоядерних комплексів d-елементів і розробка на їх основі каталізаторів, напівпровідникових та фотохромних матеріалів. Киев, 1993.
- Рейтер Л. Г. Хімія для металургів. Властивості найважливіших елементів. Киев, 1995.
- Рейтер Л. Г. Химия для металлургов Свойства важнейших элементов. Киев, 1995.[5]
- Рейтер Л. Г., Степаненко О. Н., Ледовских В. М., Иванов С. В.  Загальна та неорганічна хімія у 2-х частинах. Киев, Педагогическая пресса[укр.], 2000, 2002.
- Рейтер Л. Г., Басов В. П., Степаненко О. Н. Теоретичні розділи загальної хімії. Киев, «Каравела», 2003, 2006, 2008, 2013, 2017, 2018.